# Luís Manuel
Pour les articles homonymes, voir Manuel, Rodrigues (homonymie) et Viana.
Luís Manuel Rodrigues Viana est un footballeur portugais né le 6 novembre 1970 à Vila do Conde. Il évoluait au poste de milieu de terrain.

## Biographie
Luís Manuel joue principalement en faveur du SC Salgueiros, du Boavista FC et du club de Beira-Mar.
Avec le club de Boavista, il est Vice-Champion du Portugal en 1999 et il découvre la Ligue des champions lors de la saison 1999-2000.
Au total, Luís Manuel dispute 234 matchs en 1re division portugaise et inscrit 15 buts dans ce championnat.

## Carrière
- 1988-1989 :  SC Espinho
- 1989-1990 :  GD Chaves
- 1990-1992 :  AD Ovarense
- 1992-1993 :  Sporting Portugal
- 1993-1997 :  SC Salgueiros
- 1997-2000 :  Boavista FC
- 2000-2003 :  SC Beira-Mar [1],[2]

## Statistiques
- 7 matchs et 0 but en Ligue des Champions
- 234 matchs et 15 buts en 1re division portugaise
- 28 matchs et 4 buts en 2e division portugaise